# Палма Джумейра
Палма Джумейра е изкуствен остров край бреговете на Дубай до 6,5 km навътре в Персийския залив, заобиколен от 11-километров вълнолом с форма на полумесец, като е построена с над 7 милиона тона камъни и пясък. Създадени са допълнително 60 km плаж към брега на ОАЕ. Построени са частни жилища, а също и пет звездни хотели. Островът е съставен от три части, които включват ствол на палмата, 16 палмови листа и остров с формата на полукръг.

## Съставни части

### Ствол на палмата
Стволът на палмата Джумейра е създаден, за да се свърже короната с брега.
- Разклоненията на Палма Джумейра са основен елемент от изкуствения остров
- Вилите са основния вид сгради на Палма Джумейра